# ستابات ماتر

ستابات ماتر (بالإنجليزية: Stabat Mater) هي نوع من التآليف الموسيقية الغربية. الكلمة في أصلها لاتينية، ومعناها "الأم كانت واقفة"، في إشارة إلى السيدة العذراء ووقوفها أمام الصليب أثناء محنة السيد المسيح). وحول هذا الموضوع تم كتابة العديد من المؤلفات الموسيقية التي كانت ترافق الطقوس الدينية الكاثوليكية، ويعود تاريخها إلى القرن الرابع عشر للميلاد.